# Jan Očko od Vlašima
Jan Očko z Vlašimi (češ. Jan Očko z Vlašimi, ? – 14. siječnja 1380.) bio je drugi praški nadbiskup i prvi češki kardinal.

## Životopis
Ne zna se točan datum njegova rođenja, ali sigurno je da je njegov otac bio Jan iz Kamenice, tajnik i savjetnik kralja Ivana od Bohemije. Očko je imao i tri brata: Mihaela od Vlašima, Burgrava od Svojanova i Pavela od Vlašima i Jenštejna, veliki vojvoda. Početkom 40.ih godina 14. stoljeća radio je kao bilježnik, pravnik i savjetnik. 1342. postaje kanonik u Praškoj biskupiji, a podršku dobiva iz kanona Sv. Petra u Melnik, Sv. Jana u Wroclawu,  Svih Svetih u Praškom dvorcu i biskupskih dužnosnika u Olomoucu. Zahvaljujući papinom oprostu (jer ga njegova majka nije bila u braku s njegovim ocem) postaje svećenikom.
1351. izabran je biskupa Olomouca. 1355., sudjelovao je na krunidbi cara Karla IV., koji se tada krunio drugi put za talijanskog kralja. Dana 12. srpnja 1364. imenovan je praškim nadbiskupom, naslijedivši prvog nadbiskupa Arnošta od Pardubica, koji je tu dužnost vršio punih osamnaest godina (1344. – 1364.). Četrnaest godina kasnije, 18. rujna 1378., papa Urban VI. proglašava ga prvim češkim kardinalom u povijesti Katoličke Crkve u Češkoj. Unatoč svojoj kardinalskoj i nadbiskupskoj tituli,  30. studenog 1378. (dan nakon smrti cara Karla IV.) odriče se svoje nadbiskupske titule i odlazi u biskupsku mirovinu, a mjesto nadbiskupa preuzeo je njegov nećak Ivan Jenštejn.
Umro je 14. siječnja 1380. Njegovi posmrtni ostaci čuvaju se u vlašimskoj kapeli katedrale Sv. Vida u Pragu pod figuralnim nadgrobnim mramornim spomenikom, isklesanog u radionici Petera Parlera, graditelja katedrale Sv. Vida i Karlova mosta u Pragu.

## Vanjske poveznice
- (češ.) Jan Očko z Vlašimi  Arhivirana inačica izvorne stranice od 21. studenoga 2015. (Wayback Machine)

| Titule u Katoličkoj Crkvi      | Titule u Katoličkoj Crkvi      | Titule u Katoličkoj Crkvi   |
| ------------------------------ | ------------------------------ | --------------------------- |
| prethodnik Arnošt od Pardubica | praški nadbiskup 1364. - 1379. | nasljednik Jan od Jenštejna |